# Банковская система Либерии
Банковская система Либерии — система кредитно-финансовых институтов Республики Либерия, состоящая из Центрального банка Либерии и коммерческих банков.
Банковская система Либерии считается довольно слаборазвитой, хотя за последние 4 года (2008—2012) отмечено некоторое оживление в финансовом секторе (в частности, за этот период открыто 4 новых банка) благодаря вливаниям иностранных инвестиций, главным образом, из Нигерии. Центральный банк Либерии при регулировании банковского сектора полагается в основном на норму резервного покрытия (Reserve Requirement Ratio), а также на «моральное воздействие». Другие инструменты банковского регулирования признаются малоэффективными, поскольку в Либерии очень слабо развит рынок ценных бумаг. Здесь также не существует ставки рефинансирования, так как Центральный банк все еще служит последним кредитором в критических ситуациях. Недавно Центральный банк Либерии поднял минимальный уровень капитализации банков с 6 до 10 млн. долларов США, что может подтолкнуть местные банки к операциям по слияниям и поглощениям.
Все либерийские банки африканского происхождения не имеют отношения к банкам мирового значения: они были учреждены резидентами Нигерии, Ганы или самой Либерии. По этой причине перечень предоставляемых ими банковских услуг невелик и включает лишь базовые банковские операции. Не отличается высоким уровнем и качество обслуживания клиентов. До сих пор не используются кредитные карты. В секторе денежных переводов действуют только два оператора: Western Union и MoneyGram.

## Список коммерческих банков (на 2012 год)
| Наименование (англ. )                             | Дата основания  | Основные виды деятельности                                              | Структура собственности                                                                                         |
| ------------------------------------------------- | --------------- | ----------------------------------------------------------------------- | --- |
| Liberian Bank for Development & Investment (LBDI) | 1961            | банкинг развития, коммерческий банкинг, расчёты, переводы Western Union | 18% у Правительства Либерии, 10.29% у граждан Либерии, 22.80% у местных компаний, 48.30% у иностранных компаний |
| Ecobank Liberia (Limited) (EBLL)                  | 16 августа 1999 | коммерческий банкинг, переводы Western Union                            | 100% у иностранных компаний                                                                                     |
| International Bank Liberia (Limited) (IBLL)       | апрель 2000     | коммерческий банкинг, переводы Western Union                            | 98.75% у нерезидентов, 1.25% у частных лиц                                                                      |
| Global Bank (Liberia) Limited (GBLL)              | 4 февраля 2005  | коммерческий банкинг, переводы MoneyGram                                | 100% у Bank PHB                                                                                                 |
| First International Bank Liberia Limited (FIBLL)  | 22 марта 2005   | коммерческий банкинг, переводы MoneyGram                                | 3% у частных лиц резидентов, 97% у частных лиц нерезидентов                                                     |
| United Bank for Africa Liberia Limited (UBALL)    | 17 июля 2008    | коммерческий банкинг, переводы MoneyGram                                | 100% у частных лиц нерезидентов                                                                                 |
| Accessbank Liberia The Microfinance Bank          | 20 января 2009  | коммерческий банкинг, микрофинансирование                               | 100% у иностранных корпораций                                                                                   |
| Guaranty Trust Bank Liberia (GTBL)                | 6 марта 2009    | коммерческий банкинг, переводы Western Union                            | 1% у частных лиц резидентов, 99% у частных лиц нерезидентов                                                     |
| Afriland First Bank                               | 10 марта 2011   | коммерческий банкинг                                                    | 5% у частных лиц резидентов, 95% у частных лиц нерезидентов                                                     |

## Банковское законодательство
- Закон о Центральном банке Либерии (Central Bank of Liberia Act) от 1999 года.
- Закон о финансовых институтах (Financial Institutions Act) от 1999 года.